# Wasti

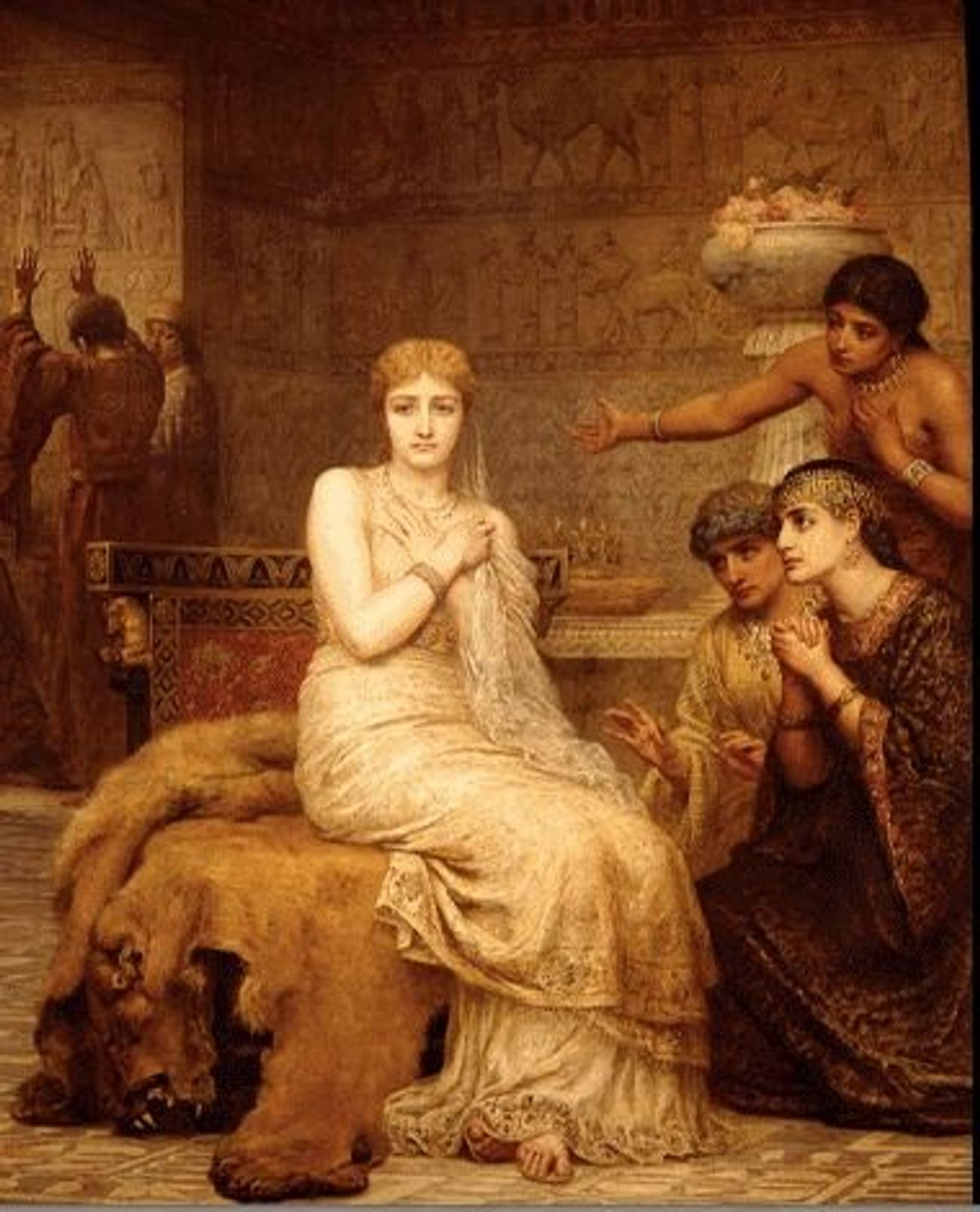
Wasti weigert het bevel van de koning te gehoorzamen, geschilderd door Edwin Long in 1879

Wasti (Perzisch: وشتی, waschti, "begeerde"), ook wel gespeld als Vasti of Vasthi, was volgens het boek Ester in de Hebreeuwse Bijbel de eerste vrouw van Perzische koning Ahasveros. Ze werd echter verstoten door de koning, omdat ze niet naar een feest wilde komen op verzoek van de koning, zodat iedereen haar schoonheid kon zien. De koning trouwde hierna met de Joodse Ester (Ester 1:10-22; 2:1-20).